# یابالکووو
یابالکووو (به بلغاری: Yabalkovo) روستایی در بلغارستان است که در شهرستان دیمیترووگراد واقع شده‌است.